# شب برای ما می‌آید
شب برای ما می‌آید (به انگلیسی: The Night Comes for Us) یک فیلم سینمایی اندونزی در ژانر فیلم اکشن و دلهره‌آور محصول سال ۲۰۱۸ به کارگردانی تیمو تیاهانتو است. بازیگران اصلی این فیلم ایکو اویس، جو تسلیم، جولی استل، سانی پانگ، زک لی می‌باشند. تریلر این فیلم در تاریخ ۱۰ اکتبر ۲۰۱۸ منتشر شد.
این فیلم بر اساس یک مجری ارشد جرایم سازمان یافته (تسلیم) است که تصمیم می‌گیرد برای نجات یک دختر جوان به زندگی قبلی خود به عنوان یک قاتل پشت کند. سندیکای جنایی یک باند در حال ظهور (اویس) لشکر اراذل و اوباش را برای از بین بردن مجری و دختر جوان می‌فرستد. این فیلم با نقدهای مثبت منتشر شد و منتقدان اکشن و بازی‌های اویس، استل و تسلیم را تحسین کردند، اگرچه خشونت بیش از حد مورد انتقاد قرار گرفت. این فیلم برای اولین بار در فستیوال شگفت‌انگیز در ۲۲ سپتامبر ۲۰۱۸ به نمایش درآمد. چهار روز بعد، اعلام شد که نتفلیکس حقوق توزیع را به دست آورده‌است و فیلم در ۱۹ اکتبر ۲۰۱۸ در سراسر جهان اکران شد.

## داستان
مردی به نام ایتو که در گذشته عضو یک گروه خلافکار بوده‌است، می‌بایست از کودکی یتیم محافظت کند. اما در این بین او با گروه سابقش مواجه می‌شود، و به این ترتیب نبردی سخت و نفس‌گیر در خیابان‌های جاکارتا شکل می‌گیرد.